# Ansonia longidigita
Ansonia longidigita es una especie de anfibios de la familia Bufonidae.
Habita en Brunéi, Indonesia y Malasia.
Su hábitat natural incluye bosques tropicales o subtropicales secos y a baja altitud y ríos.
Está amenazada de extinción por la pérdida de su hábitat natural.
Los machos miden entre 40 y 50 mm, mientras que las hembras pueden llegar a los 70 mm. Presenta un dorso esbelto y la piel dorsal tiene numerosas verrugas pequeñas y redondas.